# Capitale circolante netto
Il capitale operativo (o capitale circolante, patrimonio circolante o working capital secondo la terminologia finanziaria) è l'ammontare di risorse che compongono e finanziano l'attività operativa di un'azienda ed è un indicatore utilizzato allo scopo di verificare l'equilibrio finanziario dell'impresa nel breve termine.

## Descrizione
Una prima definizione sintetica consiste nella "differenza tra attività correnti e passività correnti". Questa definizione è stata applicata alla disciplina finanziaria dalla scuola di William Sharpe.
La definizione semplice, però, risulta includere voci non pertinenti alla corretta interpretazione delle dinamiche dei flussi di cassa, confondendo elementi operativi (rimanenze, fornitori, ecc.) con elementi finanziari (cassa, debiti verso banche, sconti fatture).
È stata di conseguenza proposta una definizione più chiara di capitale operativo, ovvero la differenza tra tutte le attività e tutte le passività a breve termine che siano:
- di natura non finanziaria;
- di natura ricorrente nell'attività d'azienda;
- di natura monetaria e non "contabile".

Da questa definizione il capitale operativo tecnicamente è formato da una serie di macro voci dello stato patrimoniale di un'azienda, tra cui le principali sono:
- attivo corrente:
  1. crediti verso clienti (al lordo di eventuali voci scontate in banca ed anticipi factoring);
  2. magazzino prodotti finiti, in lavorazione e materie prime;
  3. anticipi a fornitori;
- passivo corrente:
  1. debiti verso fornitori;
  2. debiti verso dipendenti e lavoratori terzi (per salari da corrispondere ecc.) ad esclusione del TFR;
  3. debiti tributari di natura ricorrente (IVA, INPS, ecc.).

## Flussi di cassa e capitale operativo
Nell'analisi dei flussi di cassa il capitale operativo assume un ruolo centrale in quanto la sua variazione (definita nella terminologia finanziaria variazione nel capitale circolante o change in working capital) determina l'assorbimento o il rilascio di risorse finanziarie.
Il controllo della dinamica del capitale operativo è un elemento critico del governo della crescita d'azienda. Le società che in fase di sviluppo vanno incontro alla bancarotta, spesso lo fanno proprio a causa dell'eccessiva dimensione del capitale operativo rispetto alle proprie capacità di finanziamento.

## Analisi equilibrio
Analizzando la dinamica del capitale operativo con le rimanenti voci che compongono le attività e passività a breve, lo si può confrontare con la somma della finanza a breve termine, ovvero la somma tra: 
- liquidità immediate;
- crediti finanziari a breve termine;
- debiti finanziari.

Questa comparazione fornisce informazioni sullo squilibrio tra attività e passività, e tra fonti di finanziamento.